# 1276 Ucclia
1276 Ucclia (1933 BA) là một tiểu hành tinh vành đai chính được phát hiện ngày 24 tháng 1 năm 1933 bởi E. Delporte ở Uccle.
Nó được đặt theo tên the place, Uccle, where observatory, Đài thiên văn Hoàng gia Bỉ, is located và where the discovery was made.